# Маккавейские книги
Маккавейские книги — еврейские исторические книги, часть из которых входят в число ветхозаветных книг в православии и католицизме, но отсутствуют в еврейской Библии (Танахе) и в Ветхом Завете в протестантизме.
В славяно-русскую и греческую Библию входят первые три Маккавейские книги, Четвёртая Маккавейская книга помещается в Приложении к греческой Библии и входит в состав грузинской Библии (с пометкой «неканоническая»), в католических изданиях Библии (Вульгате и Новой Вульгате) имеются первые две Маккавейские книги, в протестантских изданиях Библии эти книги отсутствуют, но в некоторых протестантских экуменических изданиях помещаются в отдельном разделе.
В Русской православной церкви первые три книги называются неканоническими, в католицизме первые две книги — второканоническими (третья и четвертая относится к апокрифическим), в иудаизме и протестантизме относятся к апокрифическим.

## Список книг Маккавейских

### Неканонические книги
- Первая книга Маккавейская — один из ценнейших документальных источников, наряду с «Иудейскими древностями» Иосифа Флавия подробно описывающий ход восстания в Иудее против деспотии Селевкидов.
- Вторая книга Маккавейская — является не продолжением первой, а как бы дополнением к ней. В книге описываются несколько принципиальных концепций, которые активно используются в Православии и Католицизме, но отрицаются протестантами, как, например, молитвы за умерших (2 Мак. 12:43 — 45).
- Третья книга Маккавейская — связана с предыдущими двумя «общностью сюжета» — преследованием евреев в древнем мире. В ней описывается гонение на палестинских евреев во времена египетского царя Птоломея IV Филопатора. Входит в состав Библии в православии как неканоническая (помещена в Синодальном переводе Библии). В католическом каноне (Вульгата и Новая Вульгата) отсутствует.
- Четвёртая книга Маккавейская — философский дискурс, восхваляющий превосходство разума над страстью, и использующий мученичество Маккавеев в качестве примера. Книга между тем включена в Александрийский кодекс Септуагинты, а также входит в состав Грузинской Библии (как неканоническая книга).

### Апокрифические книги
- Пятая книга Маккавейская[англ.], книга на арабском языке, описывающая период истории от 186 года до н. э. до 6 года до н. э. То же название используется также для сирийского варианта 6-й книги «Иудейская война» Иосифа Флавия[4][5].
- Шестая книга Маккавейская, сирийская поэма, возможно имеющая общий утраченный первоисточник с Четвертой книгой Маккавейской[5].
- Седьмая книга Маккавейская, сирийское сочинение, сосредоточивающее внимание на речах Маккавейских мучеников[5].
- Восьмая книга Маккавейская, краткий отчет о восстании Маккавеев, основанный на Селевкидских источниках, сохранившихся в Хронике Иоанна Малалы (§§ 206—207)[5].

## Эфиопские Маккавеи
Три книги Мекабиан (книги Маккавейские) из канона Ветхого завета Эфиопской православной церкви аналогичны по названию, но совершенно отличаются по объёму, содержанию и тематике от первых трёх Маккавейских книг, включаемых в состав Библий других христианских конфессий. Оригиналы этих книг известны только на языке геэз. 2 и 3 книги Мекабиан в эфиопском каноне представляют одну книгу.
- Первая книга Мекабиан — состоит из 36 глав. В ней повествуется о конфликте между языческим царём Мидии и братьями из рода Маккавеев из колена Вениаминова.
- Вторая книга Мекабиан — состоит из 21 главы. Здесь идёт рассказ о царе Моава, который пошел войной на израильтян, но позже он раскаивается в своих злодеяниях и научается Закону Божиему.
- Третья книга Мекабиан — состоит из 10 глав. Она содержит учение о спасении праведных и наказании грешных, основанное на примерах благочестивых персонажей Ветхого Завета (Адам, Иов, Давид). Также здесь представлена апокрифическая история от том, что изначально дьявол был одним из ангелов, который по своему высокомерию отказался последовать велению Бога и поклониться его творению Адаму.